# Santo & Johnny (album)
Santo & Johnny è il primo album discografico di Santo & Johnny, pubblicato dall'etichetta discografica Canadian-American Records nel dicembre del 1959.

## Tracce

### LP
Lato A
1. Caravan – 2:32 (Irving Mills, Duke Ellington, Juan Tizol)
2. Summertime – 2:45 (Du Bose Heyward, George Gershwin)
3. All Night Diner – 1:50 (Farina, Farina, Farina)
4. Blue Moon – 1:58 (Lorenz Hart, Richard Rodgers)
5. School Day – 2:25 (Chuck Berry)
6. Sleepwalk – 2:20 (Santo Farina, Johnny Farina, Ann Farina)

Lato B
1. Tenderly – 2:33 (Jack Lawrence, Walter Gross)
2. Slave Girl – 2:09 (Santo Farina, Johnny Farina, Ann Farina)
3. Dream – 2:00 (Johnny Mercer)
4. Canadian Sunset – 2:17 (Norman Gimbel, Eddie Heywood)
5. Harbor Lights – 1:57 (Jimmy Kennedy, Hugh Williams)
6. Raunchy – 2:06 (Bill Justis)

## Musicisti
- Santo Farina - chitarra steel
- Johnny Farina - chitarra
- Mike Dee - batteria
- Bob Davie - conduttore musicale, arrangiamenti

## Classifica
Singoli
| Anno | Titolo del brano | Classifica            | Posizione raggiunta |
| ---- | ---------------- | --------------------- | ------------------- |
| 1959 | Sleep Walk       | Billboard Hot 100     | 1                   |
| 1960 | Caravan          | Billboard Hot 100     | 48                  |
| 1959 | Sleep Walk       | Hot R&B/Hip-Hop Songs | 4                   |